# Isiboro-Secure nationalpark
Isiboro-Secure nationalpark (spansk: Territorio Indígena y parque nacional Isiboro-Secure, eller blot TIPNIS) er et naturbeskyttelsesområde i Bolivia. Området blev den 22. november 1965 udlagt som en af Bolivias nationalparker, og den 24. september 1990 blev området erklæret som territorium for den oprindelige befolkning.
Området er beliggende i den nordlige del af departementet Cochabamba og den sydlige del af Beni (provinserne Chapare, Moxos og Marbán). Udlægningen af området beskytter dele af Yungasområdets økoregion. De oprindelige folk, der bebor området tilhører folkene Tsimané, Yuracaré og Mojeño-Trinitario. Den sydlige del af parken er siden 1970'erne blevet kolonialiseret af bønder, særlig coca-farmere. Den bolivianske regering anslår, at 10% af parkens skov er fældet som følge af coca-bøndernes fremfærd.

## Geografi

### Klima
Klimaet i området varierer mellem koldt og tørt i højlandet i vest og varmt og fugtigt i lavlandet mod øst og Amazonbassinet. Den gennemsnitlige temperatur svinger mellem 15 °C (i højlandet), 32 °C (i det centrale lavland med regnskov) og 25 °C på pampassen i den nordlige del af området.
Også den årlige nedbør varierer i området. I nord er nedbøren ca. 1900 mm, i sydøst ca. 3.500 mm. I 80% af lavlandet udgør den årlige nedbørsmængde mellem 2000 mm og 3000 mm. I vintermånederne kan der blæse kolde vinde fra syd.

### Højde
Nationalparken Isiboro-Secure ligger i en højde mellem 180 og 3.000 meter. Den gennemsnitlige højde er mellem 300 og 400 meter. Mod syd og vest er området bjergrigt med stejle skrænter og forbjerge til Bolivias højland, Altiplano.

### Floder
I området er flere floder. De væsentlige er Río Mamoré og dens vigtige biflod Río Secure. Begge floder løber gennem nationalparken og er den vigtigste transportvej i området. Floderne er ligeledes hjemsted for en stor del af områdets fauna, herunder amazonasdelfiner.

## Flora og Fauna
Nationalparken er hjemsted for 402 plantearter og 714 registrerede dyrearter. Af større dyr kan iagttages er brillebjørne (Tremarctos ornatus), Jaguar (Panthera onca), Kæmpeodder (Pteronura brasiliensis) og Harpyørn (Harpia harpyja).

### Laguna Bolivia
Laguna Bolivia er et ideelt sted for observation af området forskelligartede dyreliv. Området kan under regntiden nås med båd. I den tørre årstid kan området besøges med udgangspunkt i landsbyerne Dulce Nombre eller Limoncito.

## Planlagte veje og olieefterforskning
Den daværende bolivianske præsident Evo Morales planlagde i 2009 med den brasilianske præsident Lula da Silva i 2009 at bygge en større motorvej (Rute 24) gennem området, der skulle forbinde bjergområderne med Amazonas. Planerne har været drøftet i årtier, men med brasiliansk finansiering er for første gang nogensinde en realistisk mulighed for gennemførelse. Brasilien-planerne resulterede i store protester og uroligheder blandt lokalbefolkningen, og Morales nedlagde i 2011 veto mod planerne.
Området er muligvis rigt på olie- og gasforekomster. Der har været boret efter olie og gas i området, men der er ikke i 2015 aktuelle planer om yderligere eftersøgning eller efterforskning i området.

## Eksterne links
- Isiboro-Sécure National Park and Indigenous Territory Arkiveret 26. november 2015 hos  Wayback Machine (engelsk)
- Evaluación Ambiental Estratégica del TIPNIS Arkiveret 23. september 2015 hos  Wayback Machine Detailkort (PDF; 3,7 MB) (spansk)

15°27′S 66°40′V / 15.45°S 66.67°V